# خواجوی کرمانی

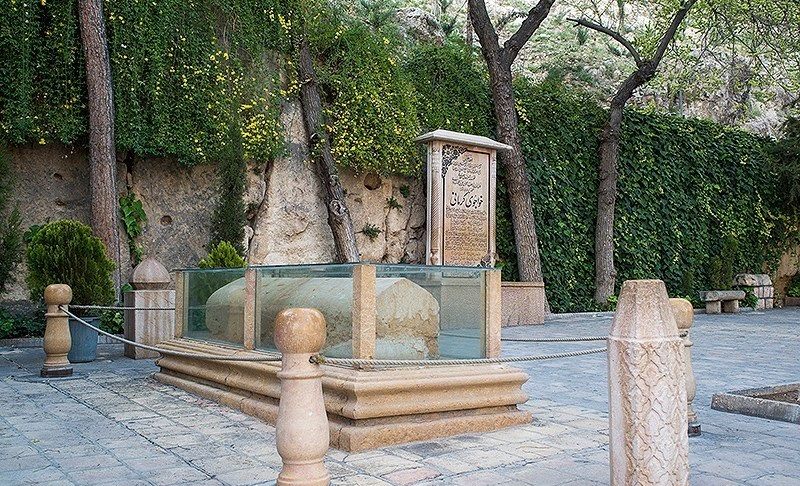
آرامگاه خواجو

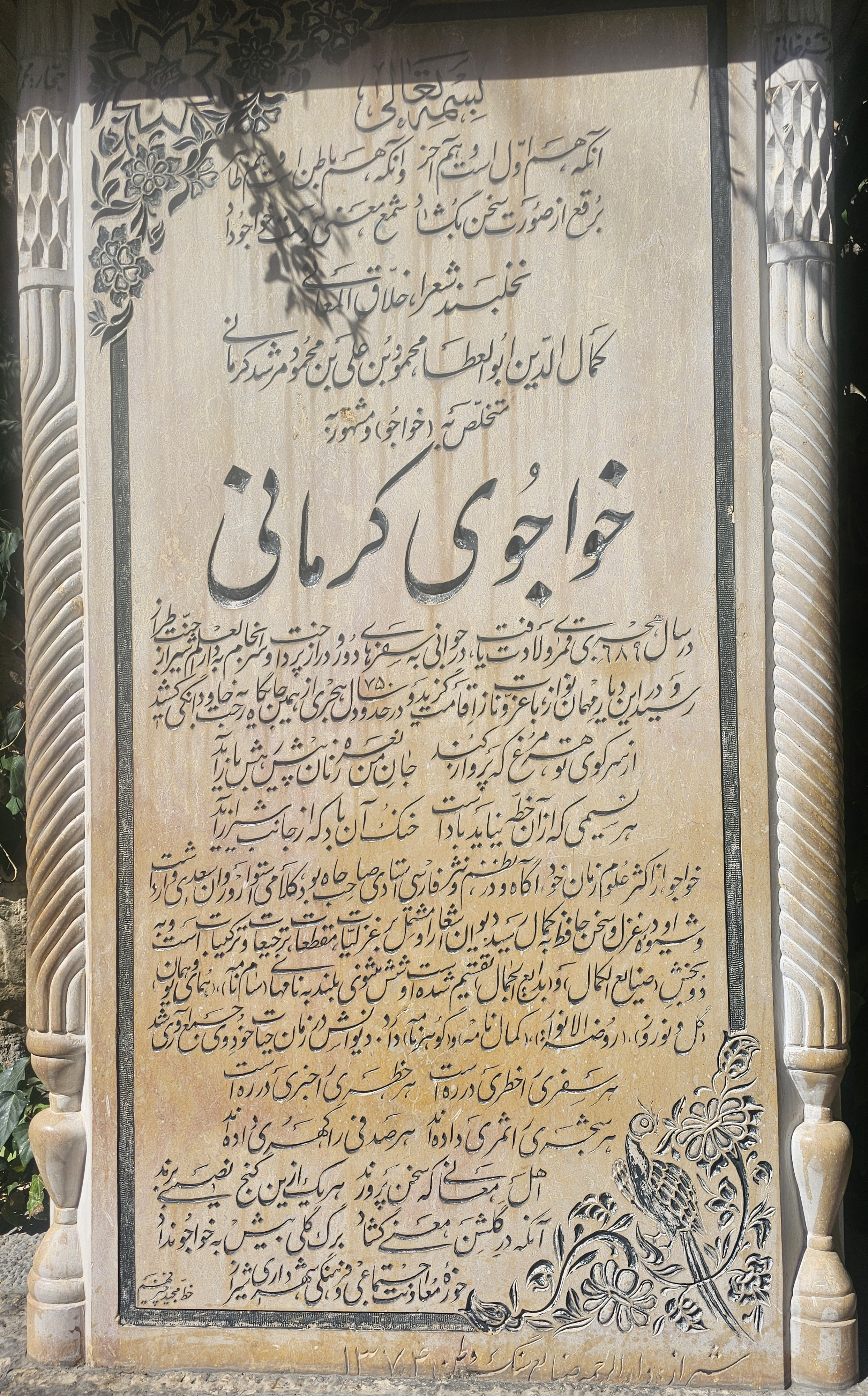

کمال‌الدین ابوالعطاء محمودبن علی‌بن محمود، معروف به خواجوی کرمانی و متخلص به خواجو (۶۸۹–۷۵۲ هجری قمری) یکی از شاعران نیمهٔ اول قرن هشتم است. آرامگاه خواجو در تنگ الله اکبر شیراز است. وی از شاعران عهد مغول است و اشعاری در مدح سلاطین منطقه فارس در کارنامهٔ خود دارد.

## زندگی‌نامه
خواجوی کرمانی که به نخل‌بند شاعران نیز شهرت دارد، در اواخر سدهٔ هفتم هجری در کرمان زاده شد. زمان تولد او را به اختلاف بین ۶۶۹–۶۸۹ هجری قمری ثبت کرده‌اند. او در دوران جوانی خود جدا از کسب دانش‌های معمول روزگار مسافرت را نیز پیشه نموده و بازدیدهایی از مناطق اصفهان، آذربایجان، شام، ری، عراق و مصر نیز داشته است. او لقب‌هایی مانند خلاق المعانی و ملک الفضلا نیز داشته است. او در نیمهٔ سدهٔ هشتم هجری در شهر شیراز درگذشت و در تنگ الله اکبر این شهر نزدیک رکناباد به خاک سپرده شد.

## عقاید و اندیشه‌ها
شعر خواجوی کرمانی شعری عرفانی است. مضامین عرفانی در غزلیات وی صریحاً بیان می‌شود امّا در این اشعار که بر شاعران بعدی خود مانند حافظ تأثیرگذار هم بوده مبارزه با زهد و ریا و بی‌اعتباری دنیا و مافیها از موارد قابل ذکر است. او در شعر به سبک سنایی غزل‌سرایی می‌کرده و در مثنوی نیز سعی داشته به تقلید از فردوسی حماسه‌سرایی داشته باشد. خواجو را وابسته به سلسلهٔ ''مرشدیه'' می‌دانند. او را در ریاضیات طب و هیئت نیز صاحب نظر می‌دانند. طنز و هزل و انتقادات اجتماعی از شرایط ادیان در آن روزگار در اشعار خواجو متداول است.
او در قصیده، مثنوی، و غزل طبعی توانا داشته، به‌طوری‌که گرایش حافظ به شیوهٔ سخن‌پردازی خواجو و شباهت شیوهٔ سخنش با او مشهور است. خواجو از بزرگان صوفیه قرن هشتم و اهل تصوف و عرفان (وحدت وجودی) است.

## آثار
از خواجوی کرمانی آثار زیادی، بیشتر منظوم، به جای مانده است که مضامین و محتوای آن‌ها عموماً متفاوت هستند.
- دیوان؛ شامل غزل، قصیده، مسمط، ترکیب‌بند، ترجیع‌بند، رباعی، قطعه و مستزاد که بر روی هم به دو بخش صنایع‌الکمال و بدایع‌الجمال تقسیم می‌شود. دیوان اشعار وی منتشر گردیده است[۲]
- پنج مثنوی؛ در وزن‌های گوناگون با این نام‌ها:

همای و همایون، گل و نوروز، روضةالانوار، کمال‌نامه و گوهرنامه.
این پنج مثنوی بر روی هم خمسهٔ خواجو را تشکیل می‌دهد
سال‌ها بعد گویندهٔ ناشناس و پرسخنی منظومهٔ همای و همایون خواجو را با تبدیل و تغییر و حذف اسامی و افزودن افسانه‌هایی، منظومهٔ سام‌نامه را پدیدآورده است.
آثار منثور خواجوی کرمانی رساله‌های چهارگانه‌ای است، با نثری مسجّع و مصنوع، و بسیار بیش از شعر او آراسته به آیات قرآنی.
رسایل چهارگانهٔ خواجو بدین ترتیب‌اند:
1. سراجیّه
2. شمس و سحاب
3. شمع و شمشیر
4. نمد و بوریا

## اشعار
| پیش صاحب‌نظران ملک سلیمان بادست      |  | بلکه آن است سلیمان که ز ملک آزادست   |
| آن که گویند که بر آب نهاد است جهان  |  | مشنو ای خواجه که چون درنگری بر بادست |
| هر نفس مهر فلک بر دگری می‌افتد       |  | چه توان کرد چو این سفله چنین افتادست |
| دل در این پیر زن عشوه‌گر دهر مبند    |  | کاین عروسیست که در عقد بسی دامادست   |
| خاک بغداد به مرگ خلفا می‌گرید        |  | ورنه این شطّ روان چیست که در بغدادست  |
| حاصلی نیست به جز غم ز جهان خواجو را |  | شادی جان کسی کو ز جهان آزادست        |